# Nuit obscure - Feuillets sauvages (Les brûlants, les obstinés)
 (juin 2025).
Si vous disposez d'ouvrages ou d'articles de référence ou si vous connaissez des sites web de qualité traitant du thème abordé ici, merci de compléter l'article en donnant les références utiles à sa vérifiabilité et en les liant à la section « Notes et références ».
Nuit obscure - Feuillets sauvages (Les brûlants les obstinés) est un documentaire expérimental français réalisé par Sylvain George en 2022. 
Il s'agit du premier volet de la trilogie Nuit obscure du cinéaste Sylvain George, consacrée à la situation des réfugiés et des Harrag d'origine marocaine à Melilla. 
Cette trilogie poursuit le travail entamé par le cinéaste sur les politiques européennes en matière migratoire avec les films Qu'ils reposent en révolte (Des figures de guerres I) , et Les Éclats (Ma gueule, ma révolte, mon nom), sur les exilés en transit dans la ville de Calais.  
Il sera distribué avec l'ensemble de la trilogie dans les salles de cinéma en 2025 en France.

## Synopsis
Melilla, enclave espagnole au Maroc, est une frontière terrestre entre le continent africain et l'Europe. Une zone tampon où se donnent à lire et à voir les politiques migratoires européennes, leurs enjeux et leurs conséquences. Un lieu vers lequel convergent, en provenance du Maroc, « ceux qui brûlent», les « harragas », mineurs et jeunes majeurs, désireux de gagner l’Europe. Ils n'ont rien d'autre à perdre que de vouloir vivre jusqu'au bout.

## Fiche technique
- Titre : Nuit obscure-Feuillets sauvages (Les brûlants les obstinés)
- Réalisation : Sylvain George
- Scénario : Sylvain George
- Photographie : Sylvain George
- Montage : Sylvain George
- Son : Sylvain George
- Etalonnage et finishing : Jean-Baptiste Perrin
- Laboratoire image : Colorgrade- Genève
- Montage son et image : Carlos Ibañez Diaz
- Société de production : Noir Production, Alina Film
- Société de distribution : Noir Production
- Pays d'origine :  France  Suisse
- Langues originales : français, anglais, arabe, espagnol...
- Durée : 256 minutes
- Format : noir et blanc - vidéo
- Genre : documentaire
- Dates de sortie : 2025

## Sélections de festivals
- Festival international du film de Locarno 2022
- FilMakerFest 2022
- Viennale 2022
- Doc Buenos Aires 2022
- Courtisane 2023
- Jeonju IFF

## Distinctions
Sauf indication contraire, les informations mentionnées dans cette section peuvent être confirmées par les bases de données cinématographiques  présentes dans la section « Liens externes ».
- Prix du meilleur film en compétition internationale au Filmmaker Film Festival en 2022[1]